# Jan (Zakellariu)
Jan, imię świeckie Joannis Zakellariu (ur. 8 listopada 1940 w Atenach) – grecki biskup prawosławny, od 2000 wikariusz arcybiskupstwa Aten z tytułem metropolity termopilskiego.

## Życiorys
Ukończył studia na wydziale teologicznym Uniwersytetu Narodowego w Atenach. Święcenia diakonatu przyjął 22 lutego 1970, a prezbiteratu 3 maja. Chirotonię biskupią otrzymał 14 października 2000.